# Шумиловский, Тимофей Федотович
Тимофей Федотович Шумиловский (1793 — 12 февраля 1878) — полковник, третий командир Роты дворцовых гренадер (1871—1878).

## Биография
Тимофей Федотович Шумиловский родился в 1793 году в бедной крестьянской семье Пермской губернии.
Поступил на службу 2 октября 1812 года готлангером в 1-ю Запасную артиллерийскую бригаду. 1 февраля 1813 года был произведён в канониры, 29 мая 1813 года назначен бомбардиром.
Участвовал в Заграничном походе русской армии 1813—1814 годов, сражался при Донау, Плауэне, принимал участие в сражении при Дрездене, Магдебурге и в осаде Гамбурга до сдачи города.
В 1816 году Тимофей Федотович был переведён в Лейб-гвардии 2-ю Артиллерийскую бригаду. В 1819 году был произведён в фейерверкеры 4 класса, в 1820 — в фейерверкеры 3 класса, в 1822 — в фейерверкеры 2 класса, в 1825 — в фейерверкеры 1 класса и фельдфебели.
В 1828 году принимал участие в осаде Варны, где 28 сентября выказал мужество при отражении многочисленной неприятельской вылазки, за что был награждён Знаком отличия военного ордена за № 48250. 30 сентября отличился при отражении атаки на редут.
В 1831 году принимал участие в военных действиях против польских повстанцев. Участвовал в сражении под Остроленкой и во всех боях на левом берегу Нарева, участвовал во взятии Варшавы.
В 1834 году уволен со службы и 13 сентября определён унтер-офицером в Роту дворцовых гренадер. В 1843 году произведён в прапорщики, в 1847 году — в подпоручики. 4 октября 1856 года пожалован знаком отличия «XX лет беспорочной службы». 13 января 1857 года произведён в чин поручика. 4 октября 1860 года награждён орденом Святого Владимира 4 степени с бантом за 25 лет службы в офицерских чинах. В 1863 году произведён в чин капитана. В 1865 году награждён орденом Святого Станислава 2 степени. 1 июня 1868 года произведён в чин полковника.
27 ноября 1871 года назначен командиром Роты дворцовых гренадер. В 1873 году награждён орденом Святой Анны 2 степени, в 1875 году — знаком отличия «XL лет беспорочной службы». 14 октября 1877 года по случаю юбилея роты награждён орденом Святого Владимира 3 степени.
Скончался 12 февраля 1878 года в возрасте 85 лет, на 66 году службы.